# Vuelta Ciclista del Uruguay 1991
La 48.ª edición de la Vuelta Ciclista del Uruguay, se disputó del 21 al 31 de marzo de 1991.
Se recorrieron casi 1766 km divididos en diez etapas, con dos subetapas contrarreloj, una por equipos en la 4.ª jornada y otra individual en Paysandú (7.ª etapa) de 9,6 km.
Al igual que el año anterior, al finalizar la 10.ª etapa en Montevideo, los 20 mejores de la clasificación general disputaron una contrarreloj de 20,5 km.
Participaron 19 equipos de Uruguay y 5 extranjeros (las selecciones de Chile, Estados Unidos, Unión Soviética, Francia y Alemania), totalizando 124 competidores.
El ganador fue el salteño Federico Moreira del Club Atlético Peñarol, logrando su tercera victoria consecutiva y cuarta en total. Completaron el podio los argentinos Sergio Llamazares del club España-La Paz y Alejandro Beldoratti, también de Peñarol.
La carrera se definió en gran parte en la primera etapa, cuando cuatro corredores tomaron ventajas en la quebrada ruta 60 y llegaron con casi 5 minutos de diferencia a Piriápolis, sobre sus más inmediatos perseguidores. Ellos eran Federico Moreira y Alejandro Beldoratti de Peñarol, Sergio Llamazares del club España-La Paz y Juan Carlos Seijo del club Policial. La selecciones de Francia y la Unión Soviética (a priori los más potentes de los extranjeros) perdieron posiciones he hipotecaron la chance de pelear los principales lugares en la carrera. Seijo se puso de líder de la carrera al ganar esa primera etapa y mantuvo la malla oro hasta la corta contrarreloj de poco más de 9 km en Paysandú, donde Moreira paso a comandar la general. Los galos fueron levantando el nivel y se hicieron con 4 etapas pero sin opciones de llevarse la carrera. Las posiciones al finalizar la última etapa en línea en Montevideo se mantenía sin cambios, con Moreira líder, Llamazares a 16 segundos, Beldoratti a 40 segundos y Seijo a 1 minuto 16 segundos. La contrarreloj final, con el claro favoritismo de Moreira, fue ganada por el salteño quién alargó las diferencias con el resto de los 20 participantes finales.

## Equipos y ciclistas participantes
| Peñarol "A" Uruguay | Selección de Chile | Selección de Estados Unidos                                                                                              |
| - 1 Federico Moreira - 2 Eduardo Trillini - 3 Rúben Darío Priede - 4 Alejandro Beldoratti                                          | - 5 Benito Carrizo - 6 Luis Correa - 7 Mario Hurtado - 8 Carlos Neira - 9 Francisco Opazo - 10 Fernando Vera                    | - 11 Jimmy Cartney - 12 Matt Hamon - 13 Mark Hanlon - 14 Jim Pollak - 15 Tim Kigley - 16 Carl Sundquist                  |
| Selección de Unión Soviética | Artigas de Salto Uruguay | Belo Horizonte Uruguay                                                                                                   |
| - 17 Oleg Bakhmetiev - 18 Sergei Biakov - 19 Sergei Gavrilev - 20 Viktor Koupovetk - 21 Andrey Simaguin - 22 Serguéi Sujoruchenkov | - 29 Aníbal Bellasi - 30 Wilson Ferreira - 31 Luis Huvatt - 32 Héctor Morales - 33 Luis Saavedra - 34 Roque Suárez              | - 35 Jorge Bravo - 36 José Maneiro - 37 José Núñez - 38 Nazario Pedreira - 39 Adalberto Pérez - 40 Ramiro Vidal          |
| España-La Paz Uruguay | Federación de Paysandú Uruguay                                                                                                  | Club Ciclista Fénix Uruguay                                                                                              |
| - 41 Elbio Cincunegui - 42 Sergio Llamazares - 43 Daniel Machín - 44 Oscar Sanini - 45 Jorge Sebastía - 46 Sergio Tesitore         | - 47 Mario Castrillón - 48 Alberto Ferrazán - 49 Hugo Nores - 50 Walter RAfael Silva - 51 Milton Castrillón - 52 Milton Wynants | - 53 José Daniel Castillo - 54 Waldemar Domínguez - 55 David Kenig - 57 Víctor Quiroga - 58 Flavio Placánica             |
| C.C. Punta del Este Uruguay | C.C. Sauce Uruguay | Tabaré Farías Uruguay |
| - 59 José Asconeguy - 60 Marcelo Alexandre - 61 Fernando De León - 62 Pablo Elizalde - 63 Carlos García - 64 Sergio Sartore        | - 65 Washington Cardozo - 66 Aníbal Núñez - 67 Walter González - 68 Marcelo Giriboni - 69 Luis Piñeyrúa - 70 Cono Vanoli        | - 71 Hugo Cabrera - 72 Nicolás Galdeano - 73 Fabio López - 74 Nelson Machado - 75 Damián Paulette - 76 Roberto Rodríguez |
| Selección de Francia Francia | Alas Rojas de Montevideo Uruguay                                                                                                | Club Atlético Policial Uruguay                                                                                           |
| - 77 Hervé Dagorne - 78 Zbigniew Krasniak - 79 Eric Magnin - 80 Daniel Pandelé - 81 Pascal Potié                                   | - 82 Oscar Delgado - 83 Ricardo Rondán - 84 Marcos Saracho - 85 Washington Vicente - 86 Héctor Villegas                         | - 87 Petter Boggio - 88 Carlos Larrosa - 89 Carlos Pardo - 90 Juan Antonio Prodchaska - 91 Juan Carlos Seijo             |
| Selección de Alemania | Club Ciclista Amanecer Uruguay                                                                                                  | Cruz del Sur "A" Uruguay                                                                                                 |
| - 92 Gerard Klein - 93 Stephan Kastner - 94 Martin Bott - 95 Michael Wagner                                                        | - 96 Fabián Barrientos - 97 Eduardo Cammarano - 98 Héctor Martínez - 99 Marcelo Mezquida                                        | - 100 Jorge Acosta - 101 Fernando Britos - 102 Ernesto Martínez - 103 Oscar Sartore                                      |
| Confederación del Este Uruguay | Joselín de Mercedes Uruguay | Pedal Carmelo Uruguay |
| - 104 Víctor Lima - 105 Esteban Rótulo - 106 Carlos Sánchez - 107 Rudemar Zeballos                                                 | - 108 Francisco Aguirre - 109 Gregorio Bare - 110 Manuel Elizalde - 111 Andrés Maistegui                                        | - 112 Leonardo Artuz - 113 Daniel Banchero - 114 Marcelo De León - 115 Antonio Espinoza                                  |
| Peñarol "B" Uruguay | Villa Teresa Uruguay | Cruz del Sur "B" Uruguay                                                                                                 |
| - 116 Luis Alberto Biera - 117 Gustavo de los Santos - 118 Daniel Lozano - 119 José María Orlando                                  | - 120 Omar Correa - 121 Antonio García - 122 Carlos Rocha - 123 Roberto Tihísta                                                 | - 124 Néstor Alvez - 125 Nelson Bordenave - 126 Juan Eduardo Ickatch - 127 Gustavo Tardáguila                            |

## Etapas
| Etapa   | Fecha       | Recorrido                              | km         | Ganador (equipo)                 | Líder             |
| Prólogo | 21 de marzo | Velódromo Atilio François              | 0,3        | Jimmy Cartney (Selección USA)    | Jimmy Cartney     |
| 1.ª     | 22 de marzo | Montevideo-Minas-Piriápolis            | 178        | Juan Carlos Seijo (Policial)     | Juan Carlos Seijo |
| 2.ª     | 23 de marzo | Piriápolis-Punta del Este-La Paloma    | 173,7      | José Maneiro (Belo Horizonte)    | Juan Carlos Seijo |
| 3.ª     | 24 de marzo | Rocha-Montevideo                       | 195,3      | Carlos García (Punta del Este)   | Juan Carlos Seijo |
| 4.ª A   | 25 de marzo | Montevideo-Canelones                   | 25,7 (CRE) | Unión Soviética                  | Juan Carlos Seijo |
| 4.ª B   | 25 de marzo | Canelones-Santa Lucía-Montevideo-Pando | 110        | José Maneiro (Belo Horizonte)    | Juan Carlos Seijo |
| 5.ª     | 26 de marzo | Libertad-Carmelo-                      | 205,1      | Pascal Potié (Sel. Francia)      | Juan Carlos Seijo |
| 6.ª     | 27 de marzo | Dolores-Mercedes-Fray Bentos-Paysandú  | 200        | José Maneiro (Belo Horizonte)    | Juan Carlos Seijo |
| 7.ª A   | 28 de marzo | Paysandú-Paysandú                      | 9,6 (CRI)  | Federico Moreira (Peñarol A)     | Federico Moreira  |
| 7.ª B   | 28 de marzo | Paysandú-Represa de Salto Grande-Salto | 159        | Daniel Pandelé (Sel. de Francia) | Federico Moreira  |
| 8.ª     | 29 de marzo | Salto-Paysandú                         | 112,5      | Hervé Dagorne (Sel. de Francia)  | Federico Moreira  |
| 9.ª     | 30 de marzo | Paysandú-Trinidad                      | 192,6      | José Asconeguy (Punta del Este)  | Federico Moreira  |
| 10.ª A  | 31 de marzo | Durazno-Montevideo                     | 183,5      | Pascal Potié (Sel. de Francia)   | Federico Moreira  |
| 10.ª B  | 31 de marzo | Contrarreloj en Montevideo             | 20,5 (CRI) | Federico Moreira (Peñarol A)     | Federico Moreira  |

## Clasificaciones finales

### Clasificación individual
| Pos. | Ciclista              | Equipo              | Tiempo           |
| ---- | --------------------- | ------------------- | ---------------- |
| 1.º  | Federico Moreira      | Peñarol A           | 43 h 05 min 13 s |
| 2.º  | Sergio Llamazares     | España-La Paz       | a 1 min 13 s     |
| 3.º  | Alejandro Beldoratti  | Peñarol A           | a 1 min 26 s     |
| 4.º  | Juan Carlos Seijo     | Policial            | a 4 min 13 s     |
| 5.º  | José Maneiro          | Belo Horizonte      | a 4 min 20 s     |
| 6.º  | Éric Magnin           | Francia             | a 4 min 52 s     |
| 7.º  | Andrés Maistegui      | Joselín de Mercedes | a 6 min 11 s     |
| 8.º  | Walter Rafael Silva   | Fed. de Paysandú    | a 6 min 47 s     |
| 9.º  | Gustavo de los Santos | Peñarol B           | a 7 min 15 s     |
| 10.º | Waldemar Domínguez    | Fénix               | a 8 min 00 s     |

### Clasificación premio esprínter
| Pos.        | Ciclista        | Equipo           | Puntos |
| ----------- | --------------- | ---------------- | ------ |
| Malla verde | Fernando Britos | Cruz del Sur A   | 25     |
| 2.º         | José Núñez      | Belo Horizonte   | 13     |
| 3.º         | Roque Suárez    | Artigas de Salto | 13     |

### Clasificación premio cima
| Pos.       | Ciclista            | Equipo           | Puntos |
| ---------- | ------------------- | ---------------- | ------ |
| Malla roja | Walter Rafael Silva | Fed. de Paysandú | 20     |
| 2.º        | Ernesto Martínez    | Cruz del Sur A   | 15     |
| 3.º        | Sergei Gavrilev     | Unión Soviética  | 12     |

### Clasificación por equipos
| Pos. | Equipo               | Tiempo            |
| ---- | -------------------- | ----------------- |
| 1.º  | Peñarol "A"          | 128 h 33 min 13 s |
| 2.º  | Selección de Francia | a 8 min 09 s      |
| 3.º  | España-La Paz        | a 14 min 38 s     |
| 4.º  | Belo Horizonte       | a 15 min 12 s     |
| 5.º  | Unión Soviética      | a 18 min 22 s     |